# Joss Carter
Jocelyn "Joss" Carter, è un personaggio immaginario, ideato da Jonathan Nolan, protagonista della serie tv Person of Interest. È interpretata da Taraji P. Henson, e doppiata da Laura Romano nell'adattamento in lingua italiana della serie.
Joss Carter era un detective del NYPD che aveva arrestato Reese nel settembre 2011 e in seguito alla sua fuga gli diede la caccia. Tuttavia con il tempo divenne una risorsa di Reese e Finch visto che aveva capito che non erano pericolosi e che le loro intenzioni erano solo quelle di salvare delle vite.

## Biografia

### Antefatti

#### 2002 - 2004
Carter ha servito l'esercito degli Stati Uniti come Maresciallo, prima nella base aerea di Bagram in Afghanistan (dal 2 febbraio 2002 al 2 febbraio 2003), ed è stata poi trasferita in Iraq, dove ha servito a Camp Liberty a Baghdad dal 20 gennaio 2003 fino al 20 marzo 2004, dove è un'esperta in interrogatori.

#### 2005
Joss rivede il suo ex marito, Paul che è tornato a New York per vedere suo figlio. Joss gli parla brevemente perché era in servizio (nel 2005 era ancora un'agente di pattuglia) e gli dice chiaramente che non gli avrebbe fatto vedere loro figlio se lui non avesse risolto il disturbo da stress post-traumatico.
Nello stesso anno, Paul entrò nella casa di Joss poiché voleva vedere Taylor, il loro figlio. I due hanno una discussione e Paul fracassa una lampada per rabbia, costringendo Joss a puntargli un'arma contro. Temendo per l'incolumità del figlio, Carter ordinò a Paul di lasciare la casa.

#### 2008
Carter, ora un detective, vede ancora una volta Paul, che le dice di aver cominciato a curare il suo disturbo e le diede il suo numero nel caso in cui avesse bisogno di aiuto.
Durante la stagione 4, Reese si trova ad indagare su un caso rimasto insoluto della Carter: quando era ancora una recluta indagò sul caso di un plurimo assassinio in una famiglia, dove il principale indiziato era il figlio più grande, sopravvissuto e con problemi di droga, che si era poi reso irreperibile scappando all'estero.

### Prima stagione

#### 2011
A seguito di un attacco di John Reese sulla metropolitana a Anton O'Mara e alla sua banda, Carter interroga Reese e, dopo il suo rifiuto di collaborare o dare informazioni sulla sua storia, raccoglie le sue impronte dalla tazza da cui egli ha bevuto. Dopo aver analizzato le sue impronte Carter scopre che le impronte di Reese sono state trovate in sei diverse scene del crimine e torna da lui per un ulteriore interrogatorio, solo per scoprire che è stato liberato dal suo avvocato.
In seguito al secondo arresto di Anton, insieme a suo padre in una sparatoria nel corso di un affare di armi, Carter si rende conto che sono stati sconfitti, ancora una volta, dallo stesso uomo. Più tardi Carter arresta un poliziotto corrotto che afferma che lui e i suoi complici sono stati catturati da un uomo con un vestito elegante. Senza che Carter lo sappia, Reese era a pochi metri di distanza da lei.
Carter inizia poi a lavorare con Lionel Fusco, dopo che Reese tramite un ricatto al suo capitano corrotto, lo fa trasferire all'8º distretto.
L'obiettivo principale di Carter è di rintracciare e arrestare Reese. Anche se lei gli sta dando la caccia, lui le salva la vita. Lei gli è grata, ma continua a non capire le sue motivazioni. Carter aiuta anche l'agente Mark Snow della CIA (l'ex capo di Reese) a rintracciare Reese, ma non sa che Snow non vuole semplicemente interrogare Reese; in realtà lo vuole uccidere. Quando si rende conto dei piani di Mark Snow, aiuta John a fuggire.

#### 2012
Carter inizia a lavorare al fianco di Reese e Finch, anche se è insoddisfatta per la mancanza di informazioni che le danno, e disapprova i loro metodi. Carter cerca di recidere i legami con Reese dopo che quest'ultimo viene costretto a fare un accordo con Carl Elias (un boss mafioso): per salvare la vita di una bambina Reese fornisce ad Elias l'indirizzo della casa di sicurezza in cui il padre era protetto da Carter. Ma in un episodio successivo, quando il figlio di Carter viene preso in ostaggio da Elias, Reese è l'unico che può farlo tornare e promette a Carter di riportare suo figlio sano e salvo a casa. Carter torna a bordo con Reese e Finch e fa tutto il possibile per aiutarli.
Carter in seguito lavora a fianco dell'agente Nicholas Donnelly e l'FBI mentre cercano di rintracciare Reese. Durante un caso Carter deve investigare sulla scomparsa di un certo Peter Arndt, che scopre essere il marito dell'ex fidanzata di Reese, Jessica. Durante le indagini Carter riesce ad ottenere i file militari di Reese, che poi distrugge mantenendo solo una foto che ritrae Jessica e Reese.
Carter è nuovamente chiamata a lavorare per l'FBI proprio mentre sta per andare ad aiutare Reese a fuggire da un hotel in cui è in trappola, poiché ricercato contemporaneamente dall'FBI e dai poliziotti corrotti dell'HR. Dal quartier generale dell'FBI Carter riesce però ad aiutare Reese mandandogli dei messaggi sul telefonino in cui svela le posizioni degli agenti. Carter capisce che l'HR ha una talpa anche all'interno del quartier generale e affronta Fusco pensando che la talpa fosse lui. ma Fusco alla fine le confessa che anche lui sta lavorando per "l' uomo con la giacca" e che quindi entrambi stanno aiutando Finch e Reese a salvare le persone di interesse.

### Seconda stagione

#### 2012
Nella ricerca dell'FBI per l' uomo con la giacca, Donnelly offre a Carter un incarico temporaneo per la task force sperando che lei l'avrebbe aiutato per la cattura di Reese. Carter accetta l'offerta, ma ancora continua ad assistere Finch e Reese.
Dopo la morte di Donnelly, Brian Moss dell'FBI si trova in alcuni file la raccomandazione di Donnelly per far entrare la Carter nel bureau.: solo che per entrare deve passare il test del poligrafo, di cui ha timore, visto che da tempo mente sulla sua attività nell'aiutare Reese e Finch. La richiesta viene negata però non a causa del test del poligrafo, ma a causa della sua relazione con Cal Beecher, un poliziotto della narcotici, che è sotto inchiesta dagli Affari Interni del Dipartimento di Polizia di New York.

#### 2013
Carter usa Bear per localizzare e rimuovere il corpo sepolto di James Stills dalla sua fossa a Oyster Bay prima che gli Affari interni possano trovarlo, il che avrebbe comportato l'arresto di Fusco per omicidio e altre accuse.
Carter salva Elias dall'essere ucciso dall'HR e poi organizza per lui un nascondiglio in un bunker sotterraneo. A causa però della sua relazione con Beecher e della sua volontà nel scoprire chi sono i capi dell'HR, Carter viene incastrata dall'HR con l'accusa di aver sparato ad un presunto criminale disarmato e per questo viene degradata e semplice poliziotto di pattuglia.

### Terza stagione

#### 2013
Carter ha intrapreso una vendetta personale contro l'HR e ha creato un organigramma che si nasconde in un armadio nel suo appartamento e si è alleata con Elias a cui ha salvato la vita e non ha detto niente a Reese e Finch della sua alleanza.
A Carter viene assegnato un novellino, di nome Mike Laskey, con cui lei è inizialmente riluttante a lavorare.
Laskey chiede a Carter di andare ad un vecchio bar per parlare di un problema in privato. Laskey rivela di sapere che lei è in qualche modo connesa con l'uomo con la giacca e minaccia di ucciderla, ma Carter rivela di sapere che Laskey era un poliziotto corrotto assoldato dall'HR dal primo giorno, quindi uccide il barista con la pistola che Laskey ha portato illegalmente dal New Jersey e dice che non dovrà mai più lavorare per l'HR perché adesso lavora per lei.
Carter ordina a Laskey di seguire Simmons, il secondo in comando dell'HR, e di fotografare tutti quelli con cui s'incontra. Laskey sta mostrando a Carter le immagini raccolte, quando il detective Terney entra con una pistola: Terney uccide Laskey, e Carter spara a Terney. Carter dà a Terney la possibilità di redimersi in punto di morte indicandole sulle foto scattate chi è il capo dell'HR, così Terney indica Alonzo Quinn.
Carter è sempre più determinata a far cadere l'HR, e inizia a mettere in atto il suo piano per far scoppiare una guerra tra la mafia russa e l'HR, ora alleati, in modo da farli eliminare a vicenda. Reese e Finch mettono in discussione il suo modo di agire perché provocherebbe moltissime vittime. Con l'aiuto di Sameen Shaw, intercetta una consegna di droga effettuato dalla mafia russa, così facendo i russi avrebbero incolpato l'HR. Poi usa un fucile da cecchino per sparare a Quinn mentre era nel suo ufficio, portando l'HR a sospettare dei russi, e scatenando una guerra tra le due organizzazioni criminali. Infine riesce a convincere il capo della mafia russa, Peter Yogorov a testimoniare in tribunale contro l'HR, e ottiene un mandato di arresto per Quinn, solo che il giudice a cui chiede il mandato è corrotto, per cui quando si reca in casa sua per ritirare il mandato, trova Simmons e Quinn ad aspettarla per ucciderla. Reese riesce a salvarla e a catturare Quinn e a fare in modo che Carter riesca a portare il suo prigioniero alla sede dell'FBI, attraversando tutta la città con tutti i poliziotti dell'HR che danno loro la caccia.
Mentre sono all'interno di un obitorio in attesa di avere via libera, Reese e Crater si mettono a parlare del loro passato e infine si baciano, poiché Reese capisce che è solo grazie a lei se lui è riuscito a cambiare vita. Durante la fuga Reese riesce a far scappare Carter, ma per evitare di essere ucciso da un poliziotto dell'HR è costretto a farsi arrestare da due poliziotti ancora onesti.
Carter porta Quinn al palazzo federale, dove viene arrestato e lei viene nuovamente promossa di nuovo a detective. Mentre Finch si congratula con lei per la giusta promozione,  Carter dimostra a Finch di avere capito che i numeri venivano da un "super computer" anche se Finch non glielo conferma in maniera esplicita, ma annuisce solamente. Carter fa uscire di prigione Reese e lo accompagna all'esterno del distretto, ma non gli restituisce la pistola perché durante l'arresto gliel'hanno confiscata. Simmons sbuca fuori da un angolo buio, sorprende Reese e Carter che stanno parlando e spara ad entrambi: Reese, gravemente ferito, non può fare altro che tenere tra le sue braccia la sua amica.

### Quarta stagione
Carter appare in visione a Reese che sta per morire per ipotermia e cerca di aiutarlo a salvarsi. Reese verrà poi salvato da Fusco.
Grazie a questo dialogo a metà tra il sogno, il delirio e il ricordo, Reese capirà di non essersi mai aperto con nessuno e di aver sempre voluto fare le cose da solo e che invece ora è giunto il momento di permettere alle persone di avvicinarsi nuovamente a lui e tornare a fidarsi delle persone.